# 울릉공설운동장
울릉공설운동장(鬱陵公設運動場, Ulleung Public Stadium)은 대한민국 경상북도 울릉군에 있는 스포츠 시설이다. 천연잔디 필드와 우레탄 트랙이 갖춰진 경기장이며, 2012년 5월에 준공되었다.

## 참고 문헌
- “울릉공설운동장” (PDF). 울릉군청. 2014. 2022년 11월 7일에 원본 문서 (PDF)에서 보존된 문서. 2022년 11월 7일에 확인함.
- 《2021년 전국 공공체육시설 현황(2020년말 기준)》. 대한민국 문화체육관광부. 2022.